# Siderópolis
Siderópolis – miasto i gmina w Brazylii, w stanie Santa Catarina. Znajduje się w mezoregionie Sul Catarinense i mikroregionie Criciúma.
Z Sideropolis pochodzi Enemésio Ângelo Lazzaris, brazylijski duchowny katolicki, biskup Balsas (zm. 2020).